# 킴 로즈
킴 로즈(Kim Rhodes, 1969년 6월 7일 ~ )는 미국의 배우이다.

## 출연 작품
- 아틀라스 슈러그드: 파트 2 (2012)
- 더 데스 오브 토이즈 (2010)
- 사이러스 (2010)
- 모스트리 고스트리 (2008)
- 잭과 코디, 우리 학교는 호화유람선 (2008)
- 잭과 코디, 우리집은 호텔 스위트 룸 시즌3 (2007)
- 잭과 코디, 우리집은 호텔 스위트 룸 시즌2 (2006)
- 잭과 코디, 우리집은 호텔 스위트 룸 (2005)
- 크리스마스 건너뛰기 (2004)
- 페어 게임 2 (2001)
- 애즈 더 월드 턴즈 (1956)